# Vasili Tișcenko
Vasili Tișcenko (în rusă Василий Васильевич Тищенко) (n. 1 august 1949, satul Vladimirovca, raionul Slobozia, RSS Moldovenească) este un om politic al auto-proclamatei Republici Moldovenești Nistrene, care îndeplinește în prezent funcția de șef al Administrației de Stat a raionului Slobozia.

## Biografie
Vasili Tișcenko s-a născut la data de 1 august 1949, în satul Vladimirovca din raionul Slobozia (RSS Moldovenească), într-o familie de etnie ucraineană. A absolvit Institutul Politehnic din Leningrad, obținând diploma de inginer mecanic.
După absolvirea facultății, începând din anul 1973 a lucrat ca șef al Biroului Tehnologic al Fabricii de Tractoare din orașul Chișinău. În anul 1977 a devenit inginer șef al Secției nr. 5 a Asociației de mecanizare din raionul Slobozia. În anul 1981 este numit șef al Departamentului Raional Slobozia pentru producția de nutreț și președinte al Asociației intereconomice “Колхозживпром”.
În februarie 1999, Vasili Tișcenko este numit șef al Administrației de Stat al raionului Slobozia.
Vasili Tișcenko a fost decorat cu următoarele distincții: Ordinul "Gloria muncii", Medalia "Pentru muncă susținută", medalii aniversare etc. A primit titlul onorific de “Muncitor fruntaș al RMN”.
Vasili Tișcenko este căsătorit și are trei copii.